# Sanfedyzm

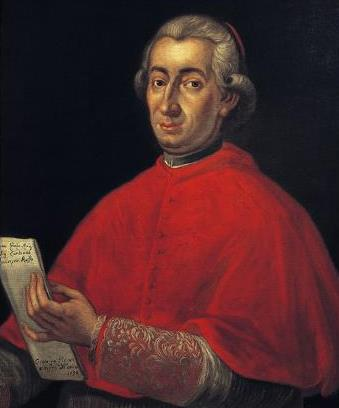
Kard. Ruffo

Sanfedyzm (od wł. Santa Fede – Święta Wiara) – włoski kontrrewolucyjny ruch polityczny powstały w XVIII wieku w reakcji na podboje francuskie.
Ruch został założony w Kalabrii, w 1798 roku przez kardynała Fabrizia Ruffo, z polecenia króla Neapolu Ferdynanda IV. Jego celem było obalenie Republiki Partenopejskiej w Neapolu i przywrócenie władzy króla. W lutym 1799 kardynał Ruffo zorganizował 17-tysięczną armię, w jej skład wchodzili zarówno chłopi, jak i mieszkańcy miast, obecni w niej byli także przestępcy, dopuszczający się nadużyć (kradzieży i rozbojów). Ostatecznie Sanfedystom udało się zlikwidować Republikę Partenopejską.
Sanfedystami nazywano też tajne stowarzyszenie, działające przeciw karbonaryzmowi w Państwie Kościelnym. 